# Kelly Hu
Kelly Ann Hu (Honolulu, 13 febbraio 1968) è un'attrice, ex modella e doppiatrice statunitense di origini giapponesi.

## Biografia
Kelly nutre da sempre interesse per la danza e il canto, ma anche per le arti marziali sin da quando era piccola. La cugina era una modella di successo in Giappone, e Kelly decise quindi di seguire il suo esempio. Per guadagnare notorietà partecipò alla gara Miss Teen USA nel 1985. Kelly ha specificato che la madre le aveva detto che l'America non era ancora pronta ad accettare una modella asiatica per un ruolo così importante. In ogni caso Kelly diventò la prima statunitense di origine asiatica a vincere il titolo. Per ironia della sorte, scoprì che dopo la vittoria le era stato proibito di apparire in attività al di fuori della competizione per tutto l'anno.
A inizio carriera Kelly ha lavorato in Giappone e in Italia. In Italia diventò celebre come protagonista di una serie di pubblicità per il formaggio Philadelphia: era la giapponese Kaori. Si è trasferita a Los Angeles, dove ha poi cominciato la sua attività di attrice nel 1987, in un ruolo nella commedia (sitcom) Genitori in blue jeans (Growing Pains). Hu è poi apparsa nelle serie Night Court, Tour of Duty, 21 Jump Street e Melrose Place, ricevendo il primo ruolo cinematografico in Venerdì 13 parte VIII - Incubo a Manhattan. Kelly vinse anche il titolo di Miss Hawaii USA nel 1993 e arrivò alla finale dell'edizione di Miss USA tenutasi a Wichita, Kansas.
Nel 1995 ricevette un ruolo nella pellicola Fino alla fine (No Way Back). Anche se non fu un gran successo, bastò per aprirle una nuova carriera nei ruoli di avventura. Venne poi ingaggiata per interpretare Rae Chang in Sunset Beach per sei mesi nel 1997. In seguito Hu venne scelta per interpretare Michelle Chan nella serie televisiva Nash Bridges (1997-1998) e Pei Pei "Grace" Chen in Più forte ragazzi (1998-2000). I suoi ruoli successivi includono Il Re Scorpione (2002) e Amici x la morte (2003).
Nel 2003 interpreta la villain Lady Deathstrike, nel film X-Men 2. Kelly ha anche prestato la sua voce per doppiare Visas Marr, un personaggio del popolare videogioco Star Wars: Knights of the Old Republic II: The Sith Lords, ed è anche apparsa nel videogioco Command & Conquer: Red Alert 3.
Nel 2010 prende parte alla serie televisiva The Vampire Diaries nel ruolo della vampira Pearl e successivamente nel 2012 nella serie TV Arrow dove interpreta la criminale China Na Wei.

## Filmografia

### Attrice

#### Cinema
- Venerdì 13 parte VIII - Incubo a Manhattan (Friday the 13th Part VIII: Jason Takes Manhattan), regia di Robb Hedden (1989)
- The Doors, regia di Oliver Stone (1991)
- Harley Davidson & Marlboro Man (Harley Davidson and the Marlboro Man), regia di Simon Wincer (1991)
- Guerrieri del surf (Surf Ninjas), regia di Neal Israel (1993)
- Fino alla fine (No Way Back), regia di Frank A. Cappello (1995)
- Strange Days, regia di Kathryn Bigelow (1995)
- Fakin' Da Funk, regia di Timothy A. Chey (1997)
- Il Re Scorpione (The Scorpion King), regia di Chuck Russell (2002)
- Amici x la morte (Cradle 2 the Grave), regia di Andrzej Bartkowiak (2003)
- X-Men 2 (X2), regia di Bryan Singer (2003)
- Detective a due ruote (Underclassman), regia di Marcos Siega (2005)
- Americanese, regia di Eric Byler (2006)
- Undoing, regia di Chris Chan Lee (2006)
- Shanghai Kiss, regia di David Ren (2007)
- Succubus: Hell-Bent, regia di Kim Bass (2007)
- The Air I Breathe, regia di Jieho Lee (2007)
- Stiletto, regia di Nick Vallelonga (2008)
- Farm House, regia di George Bessudo (2008)
- Dim Sum Funeral, regia di Anna Chi (2008)
- The Tournament, regia di Scott Mann (2009)
- Age of Tomorrow, regia di James Kodelik (2014)
- Alla scoperta di 'Ohana (Finding 'Ohana), regia di Jude Weng (2021)

#### Televisione
- Genitori in blue jeans (Growing Pains) – serie TV, 3 episodi (1987-1988)
- Giudice di notte (Night Court) – serie TV, 2 episodi (1988)
- Vietnam addio (Tour of Duty) – serie TV, episodio 2x02 (1989)
- I quattro della scuola di polizia (21 Jump Street) – serie TV, episodio 3x07 (1989)
- CBS Schoolbreak Special – serie TV, episodio 07x4 (1990)
- Raven – serie TV, episodio 2x04 (1993)
- La legge di Burke (Burke's Law) – serie TV, episodio 1x04 (1994)
- Melrose Place – serie TV, episodio 2x20 (1994)
- Renegade – serie TV, episodio 3x05 (1994)
- Star Command (In the Fold), regia di Jim Johnston – film TV (1996)
- Murder One – serie TV, 2 episodi (1996)
- Sentinel – serie TV, episodio 1x05 (1996)
- Hawaii missione speciale (One West Waikiki) – serie TV, episodio 2x12 (1996)
- Pacific Blue – serie TV, episodio 2x06 (1996)
- Sunset Beach – soap opera, 65 episodi (1997)
- Nash Bridges – serie TV, 23 episodi (1997-1998)
- Malcolm & Eddie – serie TV, episodio 2x22 (1998)
- Più forte ragazzi (Martial Law) – serie TV, 44 episodi (1998-2000)
- Boomtown – serie TV, 2 episodi (2003)
- Codice Matrix (Threat Matrix) – serie TV, 3 episodi (2003-2004)
- The Librarian - Alla ricerca della lancia perduta (The Librarian: Quest for the Spear), regia di Peter Winther – film TV (2004)
- Dark Shadows, regia di P. J. Hogan – film TV (2005)
- CSI: NY – serie TV, 4 episodi (2005-2006)
- Mayday, regia di T.J. Scott – film TV (2005)
- The Book of Daniel – serie TV, 2 episodi (2006)
- Las Vegas – serie TV, episodio 4x02 (2006)
- In Case of Emergency - Amici per la pelle (In Case of Emergency) – serie TV, 13 episodi (2007)
- Army Wives - Conflitti del cuore (Army Wives) – serie TV, 4 episodi (2007-2008)
- Law & Order - Unità vittime speciali (Law & Order: Special Victims Unit) – serie TV, episodio 10x10 (2008)
- Numb3rs – serie TV, episodio 5x13 (2009)
- In Plain Sight - Protezione testimoni (In Plain Sight) – serie TV, episodio 2x13 (2009)
- NCIS: Los Angeles – serie TV, episodio 1x05 (2009)
- NCIS - Unità anticrimine (NCIS) – serie TV, episodio 7x07 (2009)
- Hawaii Five-0 – serie TV, 3 episodi (2010-2011)
- The Vampire Diaries – serie TV, 8 episodi (2010-2011)
- CSI - Scena del crimine (CSI: Crime Scene Investigation) – serie TV, episodio 12x03 (2011)
- Fairly Legal – serie TV, episodio 2x04 (2012)
- I signori della fuga (Breakout Kings) – serie TV, episodio 2x08 (2012)
- Arrow – serie TV, 13 episodi (2012-2019)
- Castle – serie TV, episodio 5x12 (2013)
- Warehouse 13 – serie TV, 6 episodi (2013-2014)
- The 100 – serie TV, episodio pilota (2014)
- Being Mary Jane – serie TV, episodio 3x10 (2015)
- NCIS: New Orleans – serie TV, episodio 4x07 (2017)
- Gap Year – serie TV, episodio 1x08 (2017)
- The Orville – serie TV, 4 episodi (2017)
- Christmas Wonderland, regia di Sean Olsen – film TV (2018)
- L.A.'s Finest – serie TV, 3 episodi (2020)
- Non è mai troppo tardi (Breast Cancer Bucket List), regia di Roxy Shih - film TV (2021)
- East New York – serie TV (2022-2023)

### Doppiatrice
- Star Wars: Knights of the Old Republic II: The Sith Lords – videogioco (2004)
- Robot Chicken – serie animata, 5 episodi (2005-2008)
- Phineas e Ferb (Phineas and Ferb) – serie animata, 82 episodi (2007-2015)
- Fracture – videogioco (2008)
- Command & Conquer: Red Alert 3 – videogioco (2008)
- Dead Space - La forza oscura, regia di Chuck Patton (2008)
- The Spectacular Spider-Man – serie animata, 5 episodi (2009)
- Afro Samurai – videogioco (2009)
- Ninja Blade – videogioco (2009)
- Scooby-Doo e la spada del Samurai (Scooby-Doo and the Samurai Sword), regia di Christopher Berkeley (2009)
- Terminator Salvation – videogioco (2009)
- Batman: Under the Red Hood, regia di Brandon Vietti (2010)
- Lanterna Verde - I cavalieri di smeraldo (Green Lantern: Emerald Knights), regia di Christopher Berkeley, Lauren Montgomery e Jay Oliva (2011)
- Phineas e Ferb: Il film - Nella seconda dimensione (Phineas and Ferb the Movie: Across the 2nd Dimension), regia di Dan Povenmire e Robert F. Hughes – film TV (2011)
- Young Justice – serie animata, 9 episodi (2011-2012)
- Teenage Mutant Ninja Turtles - Tartarughe Ninja – serie animata, 31 episodi (2012-2017)
- Sleeping Dogs – videogioco (2012)
- Batman: Arkham Origins – videogioco (2013)
- Battlefield Hardline – videogioco (2015)
- Infinite Crisis – videogioco (2015)
- Mortal Kombat X – videogioco (2015)
- Rapunzel - La serie (Tangled: The Series)  – serie animata, 7 episodi (2018-2020)
- Archer – serie animata, episodio 09x6 (2020)
- Mortal Kombat 11 – videogioco (2019)
- Phineas e Ferb: Il film - Candace contro l'Universo (Phineas and Ferb the Movie: Candace Against the Universe), regia di Bob Bowen (2020)
- La leggenda di Vox Machina (The Legend of Vox Machina) - serie animata, 14 episodi (2022-2024)

## Doppiatrici italiane
Nelle versioni in italiano delle opere in cui ha recitato, Kelly Hu è stata doppiata da:
- Giò Giò Rapattoni in Più forte ragazzi, Alla scoperta di 'Ohana
- Chiara Colizzi in Il Re Scorpione, Castle
- Rossella Acerbo in CSI: NY
- Tiziana Avarista in The Librarian - Alla ricerca della lancia perduta
- Ilaria Latini in Law & Order - Unità vittime speciali
- Anna Cugini in NCIS - Unità anticrimine
- Stella Musy in The Vampire Diairies
- Laura Romano in Detective a due ruote
- Francesca Fiorentini in NCIS: New Orleans
- Federica Valenti in Non è mai troppo tardi
- Jolanda Granato in Hawaii Five-0
- Gilberta Crispino in The 100
- Barbara Villa in Arrow

Da doppiatrice è sostituita da:
- Elena Liberati in Phineas e Ferb, Phineas e Ferb: Il film - Candace contro l'Universo
- Caterina Rochira in Mortal Kombat X, Mortal Kombat 11
- Veronica Puccio in Teenage Mutant Ninja Turtles - Tartarughe Ninja
- Alessandra Felletti in Batman: Arkham Origins
- Claudia Razzi in Rapunzel - La serie
- Simona Biasetti ne La leggenda di Vox Machina
- Valeria Perilli in Archer
- Gea Riva in Mortal Kombat 1 (Li Mei)
- Patrizia Mottola in Mortal Kombat 1 (Madama Bo)